# テレビ東京系列平日夕方6時枠のアニメ
テレビ東京系列平日夕方6時枠のアニメ（テレビとうきょうけいれつへいじつゆうがたろくじわくのアニメ）では、テレビ東京系列(TXN)の平日（月曜日 - 金曜日）18時00分 - 18時30分（それぞれ若干時間が異なる場合あり）に放送された全日帯アニメ番組について記述する。

## 概要
テレビ東京（旧：東京12チャンネル）の本枠（18時00分枠）で初めて新作のテレビアニメを放送したのは1981年4月に火曜日にて開始した『若草の四姉妹』であり、同番組を皮切りに、以後のテレビ東京系列における平日夕方の放送時間帯は長年にわたってアニメ枠として位置付けられていた。他方で後述の放送番組一覧にもあるように度々非アニメ関連の番組が挟まれることもあった。
2010年代末期にテレビ東京が夕方のアニメ枠削減を発表して以降、火曜 - 木曜 0:00 - 0:30（月曜 - 水曜深夜）を始めとする23 - 24時台の放送枠増設に加えて、平日の時間帯で子供向けの番組自体が減ったこともあり、2025年現在は金曜夕方の枠が残るのみとなっている。
2006年4月から2014年3月にかけては、本枠を含めたアニメ枠全体を17時30分 - 18時30枠に前倒しで編成されていた。この件については「アニメ530」の記事を参照。
2019年10月3日から2020年10月1日まで、木曜日の枠（17時55分 - 18時25分）にて「子どもに見せたいアニメ」「家族で楽しめるアニメ」をコンセプトに、2本のアニメ作品で構成された『プリスクタイム』の名称でアニメ枠が設けられたが、『エッグカー』（第1部・17時55分 - 18時10分）と『GO!GO!アトム』（第2部・18時10分 - 18時25分）の2作品のみで終了している。

## 放送番組一覧
- 冒頭にある〇はBSテレ東（旧：BSジャパン）でも時差ネット。
- ■は地上デジタル放送において、連動データ放送実施をしている番組。
- ◎はTXN系列局以外でもネット。
- ☆はアニメ専門チャンネルなどでAT-X以外でも（AT-X未放送作品も含む）放映の番組。
- ●は現在系列局が存在する地域で、その系列局が未開局だった時代に他系列局で放送された番組。
- ▲はテレビ大阪・テレビ愛知では時差ネット。
- △はテレビ愛知では時差ネット（テレビ大阪は先立って1993年4月より同時ネット化、テレビ愛知は1996年4月より同時ネット化）。
- 斜めで表記している番組は、他系列局で放送済みの実質再放送。

### 月曜日
| 作品名 | 放送期間                        | 備考 |
| 18:00 - 18:30枠（第1期）                                                                                              | 18:00 - 18:30枠（第1期）        | 18:00 - 18:30枠（第1期）                                                                                      |
| --- | ------------------------------- | --- |
| 戦国魔神ゴーショーグン                                                                                                | 1981年10月5日 - 12月28日        | 金曜17:00枠から移動                                                                                           |
| アニメ親子劇場 | 1982年1月4日 - 3月29日          | 1982年3月から17:55 - 18:25に変更。                                                                            |
| 17:55 - 18:25枠（第1期）                                                                                              |                                 | |
| トンデラハウスの大冒険                                                                                                | 1982年4月5日 - 1983年3月28日    | |
| パソコントラベル探偵団                                                                                                | 1983年4月4日 - 9月26日          | |
| アニメ親子劇場（再放送）                                                                                              | 1983年10月3日 - 1984年3月26日   | |
| トンデラハウスの大冒険（再放送）                                                                                      | 1984年4月2日 - 1985年3月25日    | |
| パソコントラベル探偵団（再放送）                                                                                      | 1985年4月1日 - 9月23日          | |
| アニメ親子劇場（再放送）                                                                                              | 1985年9月30日 - 1986年3月31日   | 1986年1月から再び18:00 - 18:30に変更。                                                                        |
| 18:00 - 18:30枠（第2期）                                                                                              |                                 | |
| トンデラハウスの大冒険（再放送）                                                                                      | 1986年4月7日 - 4月28日          | |
| キューティーハニー（再放送）                                                                                          | 1986年5月5日 - 6月30日          | ※月 - 水。 |
| ゼロテスター（再放送）                                                                                                | （1986年7月7日 - 1987年1月5日） | 当初は月 - 水だったが、後に月曜単独に変更。                                                                   |
| 樫の木モック（再放送）                                                                                                | 1987年1月12日 - 4月20日         | |
| アニメ枠中断。この間は資生堂一社提供バラエティ番組『少女雑貨専門TV エクボ堂』（1987年4月6日 - 1989年3月27日）を放送。 |                                 | |
| ◎アイドル伝説えり子                                                                                                   | 1989年4月3日 - 1990年3月26日    | ここからテレビせとうち制作。                                                                                  |
| ◎アイドル天使ようこそようこ                                                                                           | 1990年4月2日 - 1991年2月4日     | |
| ◎ゲッターロボ號 | 1991年2月11日 - 1992年1月27日   | |
| ◎花の魔法使いマリーベル                                                                                               | 1992年2月3日 - 1993年1月18日    | |
| 無責任艦長タイラー | 1993年1月25日 - 7月19日         | |
| リトルツインズ | 1993年9月13日 - 1993年12月6日   | |
| ◎しましまとらのしまじろう（放送開始後4クール分）                                                                      | 1993年12月13日 - 1994年12月19日 | 1995年以降は月曜7:35枠へ移動。 ここまでテレビせとうち制作。                                                   |
| 鬼神童子ZENKI | 1995年1月9日 - 12月25日         | ここから再びテレビ東京制作。                                                                                  |
| 爆走兄弟レッツ&ゴー!!                                                                                                 | 1996年1月8日 - 12月30日         | 『爆走兄弟レッツ&ゴー!!シリーズ』                                                                             |
| 爆走兄弟レッツ&ゴー!! WGP                                                                                             | 1997年1月6日 - 12月22日         | 『爆走兄弟レッツ&ゴー!!シリーズ』                                                                             |
| 爆走兄弟レッツ&ゴー!! MAX                                                                                             | 1998年1月5日 - 12月21日         | 『爆走兄弟レッツ&ゴー!!シリーズ』                                                                             |
| 小さな巨人 ミクロマン                                                                                                 | 1999年1月4日 - 12月27日         | |
| 六門天外モンコレナイト                                                                                                | 2000年1月10日 - 12月25日        | |
| 〇爆転シュート ベイブレード                                                                                           | 2001年1月8日 - 12月24日         | 『爆転シュート ベイブレードシリーズ』                                                                         |
| 〇爆転シュート ベイブレード 2002                                                                                      | 2002年1月7日 - 12月30日         | 『爆転シュート ベイブレードシリーズ』                                                                         |
| 〇爆転シュート ベイブレード Gレボリューション                                                                         | 2003年1月6日 - 12月29日         | 『爆転シュート ベイブレードシリーズ』                                                                         |
| 〇B-伝説! バトルビーダマン                                                                                            | 2004年1月5日 - 12月27日         | 同番組より『ビーダマンシリーズ』。                                                                            |
| 〇B-伝説! バトルビーダマン 炎魂                                                                                       | 2005年1月10日 - 12月26日        | |
| 〇爆球Hit! クラッシュビーダマン                                                                                       | 2006年1月9日 - 3月27日          | 同番組まで『ビーダマンシリーズ』。                                                                            |
| 〇妖逆門 | 2006年4月3日 - 2007年3月26日    | |
| 〇ミュータント・タートルズ                                                                                            | 2007年4月2日 - 2008年3月31日    | 海外作品。 |
| 〇ソウルイーター | 2008年4月7日 - 2009年3月30日    | |
| ドーラ | 2009年4月6日 - 2010年3月29日    | 海外作品。 |
| よりぬき銀魂さん | 2010年4月5日 - 2011年3月28日    | 傑作選。 |
| 銀魂'（第2期） | 2011年4月4日 - 2012年3月26日    | |
| ゴン | 2012年4月2日 - 2013年3月25日    | |
| ムシブギョー | 2013年4月8日 - 9月30日          | |
| ガンダムビルドファイターズ                                                                                            | 2013年10月7日 - 2014年3月31日   | [ 注釈 4 ] |
| オレカバトル&ドラゴンコレクション                                                                                     | 2014年4月7日 - 2015年3月30日    | |
| ダイヤのA -SECOND SEASON-                                                                                             | 2015年4月6日 - 2016年3月28日    | 日曜8:30枠から移動。                                                                                          |
| 17:55 - 18:25枠（第2期）                                                                                              |                                 | |
| ■◎ベイブレードバースト                                                                                                | 2016年4月4日 - 2017年3月27日    | 『ベイブレードバーストシリーズ』。 第4期『GT』から第6期『DB』にかけては、webアニメとしてYouTubeを中心に配信。 |
| ■◎ベイブレードバースト ゴッド                                                                                         | 2017年4月3日 - 2018年3月26日    | 『ベイブレードバーストシリーズ』。 第4期『GT』から第6期『DB』にかけては、webアニメとしてYouTubeを中心に配信。 |
| ◎☆ベイブレードバースト 超ゼツ                                                                                         | 2018年4月2日 - 2019年3月25日    | 『ベイブレードバーストシリーズ』。 第4期『GT』から第6期『DB』にかけては、webアニメとしてYouTubeを中心に配信。 |
| 爆丸バトルプラネット                                                                                                  | 2019年4月1日 - 2020年3月30日    | |
| アニメ枠中断。この間はバラエティ番組『ファンファンキティ!』（2020年4月6日 - 2021年6月28日）を放送。                   |                                 | |
| IDOLY PRIDE | 2021年7月5日 - 9月20日          | ※星見プロダクション（アニマックス）製作。                                                                     |
| 2021年10月期以降は廃止                                                                                                |                                 | |

### 火曜日
| 作品名                                                                                                | 放送期間                      | 備考 |
| 18:00 - 18:30枠（第1期）                                                                              | 18:00 - 18:30枠（第1期）      | 18:00 - 18:30枠（第1期）                                                                                     |
| --- | ----------------------------- | --- |
| 若草の四姉妹                                                                                          | 1981年4月7日 - 9月29日        | 本作放送中の社名は東京12チャンネル。                                                                         |
| 銀河旋風ブライガー                                                                                    | 1981年10月6日 - 1982年6月25日 | 同番組より『J9シリーズ』。 本シリーズの開始と同時にテレビ東京へ社名変更。 1982年3月より17:55 - 18:25に変更。 |
| 17:55 - 18:25枠（第1期）                                                                              |                               | |
| 銀河烈風バクシンガー                                                                                  | 1982年7月6日 - 1983年3月29日  | |
| 銀河疾風サスライガー                                                                                  | 1983年4月5日 - 1984年1月31日  | 『J9シリーズ』最終作。                                                                                       |
| 宗谷物語                                                                                              | 1984年2月7日 - 6月26日        | |
| サイコアーマー・ゴーバリアン（再放送）                                                                | 1984年7月3日 - 12月25日       | |
| アパッチ野球軍（再放送）                                                                              | 1985年1月8日 - 7月2日         | |
| ドロロンえん魔くん（再放送）                                                                          | 1985年7月9日 - 9月17日        | |
| アニメ枠中断。この間は『香港カンフー ドラゴン少林寺』（時期不詳）を放送。                             |                               | |
| 18:00 - 18:30枠（第2期）                                                                              |                               | |
| 世界名作アニメ童話集                                                                                  | 1986年4月15日 - 4月29日       | |
| キューティーハニー（再放送）                                                                          | 1986年5月6日 - 6月24日        | ※月 - 水。                                                                                                   |
| ゼロテスター（再放送）                                                                                | 1986年7月1日 - 9月30日        | ※途中まで、月 - 水。                                                                                         |
| アニメ枠中断。この間はバラエティ番組『高橋名人の面白ランド』（1986年10月7日 - 1987年9月29日）を放送。 |                               | |
| げらげらブース物語                                                                                    | 1987年10月6日 - 1988年3月29日 | 火曜19:00枠から移動。                                                                                        |
| どんどんドメルとロン                                                                                  | 1988年4月5日 - 9月27日        | 放送開始後、2クール分まで。同年10月以降は月曜17:00枠へ移動。                                                 |
| アニメ枠中断                                                                                          |                               | |
| 疾風!アイアンリーガー                                                                                 | 1993年10月5日 - 1994年3月29日 | 後期2クール分。                                                                                              |
| 覇王大系リューナイト                                                                                  | 1994年4月5日 - 1995年3月28日  | |
| 獣戦士ガルキーバ                                                                                      | 1995年4月4日 - 9月26日        | |
| 爆れつハンター                                                                                        | 1995年10月3日 - 1996年3月26日 | |
| 天空のエスカフローネ                                                                                  | 1996年4月2日 - 9月24日        | |
| セイバーマリオネットJ                                                                                 | 1996年10月1日 - 1997年3月25日 | |
| 新・天地無用!                                                                                         | 1997年4月1日 - 9月23日        | |
| マスターモスキートン'99                                                                               | 1997年9月30日 - 1998年3月31日 | |
| サイレントメビウス                                                                                    | 1998年4月7日 - 9月29日        | |
| セイバーマリオネットJ to X                                                                            | 1998年10月6日 - 1999年3月30日 | |
| ヱデンズボゥイ                                                                                        | 1999年4月6日 - 9月28日        | |
| 地球防衛企業ダイ・ガード                                                                              | 1999年10月5日 - 2000年3月28日 | |
| ドキドキ♡伝説 魔法陣グルグル                                                                          | 2000年4月4日 - 12月26日       | |
| 〇地球少女アルジュナ                                                                                  | 2001年1月9日 - 3月27日        | |
| 〇ジャングルはいつもハレのちグゥ                                                                      | 2001年4月3日 - 9月25日        | |
| 〇しあわせソウのオコジョさん                                                                          | 2001年10月2日 - 2002年9月24日 | |
| 〇スパイラル －推理の絆－                                                                             | 2002年10月1日 - 2003年3月25日 | |
| 〇E'S OTHERWISE                                                                                       | 2003年4月1日 - 9月23日        | |
| 〇PAPUWA                                                                                              | 2003年9月30日 - 2004年3月30日 | |
| 〇陸奥圓明流外伝 修羅の刻                                                                             | 2004年4月6日 - 9月28日        | |
| 〇スクールランブル                                                                                    | 2004年10月5日 - 2005年3月29日 | |
| 〇エレメンタル ジェレイド                                                                             | 2005年4月5日 - 9月27日        | |
| 〇capeta                                                                                              | 2005年10月4日 - 2006年3月28日 | [ 注釈 7 ]                                                                                                   |
| 〇アニマル横町                                                                                        | 2006年4月4日 - 9月26日        | 火曜18:30枠から移動。                                                                                        |
| 〇D.Gray-man                                                                                          | 2006年10月3日 - 2008年9月30日 | |
| 〇BLEACH（第189話〜第366話）                                                                          | 2008年10月7日 - 2012年3月27日 | 水曜19:27枠から移動。                                                                                        |
| NARUTO -ナルト- SD ロック・リーの青春フルパワー忍伝（〜第26話）                                       | 2012年4月3日 - 9月25日        | 2012年10月以降は『アニメ530』第1枠へ移動。                                                                   |
| 超速変形ジャイロゼッター                                                                              | 2012年10月2日 - 2013年9月24日 | |
| NARUTO -ナルト- SD ロック・リーの青春フルパワー忍伝 もういっちょ                                      | 2013年10月1日 - 2014年3月25日 | 『NARUTO -ナルト- SD ロック・リーの青春フルパワー忍伝』の再放送。                                            |
| アニメ枠中断。この間は特撮番組『新ウルトラマン列伝』（2014年4月1日 - 2016年3月29日）を放送。          |                               | |
| 17:55 - 18:25枠（第2期）                                                                              |                               | |
| ◎〇プリパラ（第90話〜第140話）                                                                        | 2016年4月5日 - 2017年3月28日  | 同番組より『プリティーシリーズ』。 月曜18:30枠から移動。                                                     |
| ■◎〇アイドルタイムプリパラ                                                                            | 2017年4月4日 - 2018年3月27日  | 同番組まで『プリティーシリーズ』。 連動データ放送は2017年6月27日より対応。                                   |
| ガンダムビルドダイバーズ                                                                              | 2018年4月3日 - 9月25日        | [ 注釈 4 ]                                                                                                   |
| ☆爆釣バーハンター                                                                                     | 2018年10月2日 - 2019年3月26日 | |
| ■〇ダイヤのA actII                                                                                    | 2019年4月2日 - 2020年3月31日  | |
| シャドウバース                                                                                        | 2020年4月7日 - 2021年3月23日  | 続編である『シャドウバースF』は土曜朝の枠（10時00分→9時30分）で放送。                                        |
| テニスの王子様 全国大会篇（OVA）                                                                      | 2021年4月6日 - 6月22日        | 『テニスの王子様』OVAシリーズのテレビ放送。                                                                  |
| テニスの王子様 全国大会篇 Semifinal（OVA）                                                            | 2021年6月29日 - 8月3日        | 『テニスの王子様』OVAシリーズのテレビ放送。                                                                  |
| テニスの王子様 全国大会篇 Final（OVA）                                                                | 2021年8月10日 - 9月28日       | 『テニスの王子様』OVAシリーズのテレビ放送。                                                                  |
| 2021年10月期以降は廃止                                                                                |                               | |

### 水曜日
| 作品名                                                                                             | 放送期間                                         | 備考 |
| 18:00 - 18:30枠（第1期）                                                                           | 18:00 - 18:30枠（第1期）                         | 18:00 - 18:30枠（第1期）                                                                                           |
| -------------------------------------------------------------------------------------------------- | ------------------------------------------------ | --- |
| 百獣王ゴライオン                                                                                   | 1981年4月1日 - 1982年2月24日                     | 水曜19:30枠から移動。 1981年9月30日放送分までの社名は東京12チャンネル。                                            |
| 17:55 - 18:25枠（第1期）                                                                           |                                                  | |
| 機甲艦隊ダイラガーXV                                                                               | 1982年3月3日 - 1983年3月23日                     | |
| 光速電神アルベガス                                                                                 | 1983年3月30日 - 1984年2月8日                     | 終了後の2月15日 - 2月29日に再放送。                                                                                |
| アニメ野生のさけび                                                                                 | 1984年3月7日 - 3月28日                           | 1982年放送の同作品の未放映分を放送。                                                                               |
| まんが猿飛佐助（再放送）                                                                           | 1984年4月4日 - 9月5日                            | |
| 特装騎兵ドルバック（再放送）                                                                       | 1984年9月12日 - 1985年2月6日                     | |
| わが青春のアルカディア 無限軌道SSX（再放送）                                                       | 1985年2月12日 - 7月3日                           | |
| 宇宙海賊キャプテンハーロック（再放送）                                                             | 1985年7月10日 - 1986年4月30日                    | 1986年内は18:00 - 18:30。                                                                                          |
| 18:00 - 18:30枠（第2期）                                                                           |                                                  | |
| キューティーハニー（再放送）                                                                       | 1986年5月7日 - 6月25日                           | ※月 - 水。 |
| ゼロテスター（再放送）                                                                             | 1986年7月2日 - 12月24日                          | 途中まで、月 - 水。                                                                                                |
| わんぱく大昔クムクム                                                                               | 1987年1月7日 - 5月21日                           | |
| ◎マシンロボ ぶっちぎりバトルハッカーズ                                                             | 1987年6月3日 - 12月30日                          | |
| 風船少女テンプルちゃん                                                                             | 1988年1月6日 - 3月30日                           | |
| アニメ枠中断                                                                                       |                                                  | |
| アニメ野生のさけび（再放送）                                                                       | 1990年4月4日 - 4月25日                           | 4月11日は『THE フィッシング』（テレビ大阪制作）放送のため休止。                                                    |
| ◎魔法のエンジェル スイートミント                                                                   | 1990年5月2日 - 1991年3月27日                     | |
| ◎絶対無敵ライジンオー                                                                              | 1991年4月3日 - 1992年3月25日                     | 『エルドランシリーズ（エルドラン三部作）』                                                                         |
| ◎元気爆発ガンバルガー                                                                              | 1992年4月1日 - 1993年2月24日                     | 『エルドランシリーズ（エルドラン三部作）』                                                                         |
| ◎熱血最強ゴウザウラー                                                                              | 1993年3月3日 - 1994年2月23日                     | 『エルドランシリーズ（エルドラン三部作）』                                                                         |
| アニメ枠中断。この間はバラエティ番組『スーパーゲームクイズ覇王』（1994年3月2日 - 3月30日）を放送。 |                                                  | |
| ◎とっても!ラッキーマン                                                                             | 1994年4月6日 - 9月28日                           | 放送開始後、2クール分まで。同年10月以降は木曜19:00へ枠移動。                                                       |
| BLUE SEED                                                                                          | 1994年10月5日 - 1995年3月29日                    | |
| 愛天使伝説ウェディングピーチ                                                                       | 1995年4月5日 - 1996年3月27日                     | |
| アニメ枠中断。この間は特撮番組『超光戦士シャンゼリオン』（1996年4月3日 - 12月25日）を放送。        |                                                  | |
| 赤ちゃんと僕（後期1クール分）                                                                      | 1997年1月8日 - 3月26日                           | |
| 少女革命ウテナ                                                                                     | 1997年4月2日 - 12月24日                          | |
| 万能文化猫娘（TVシリーズ）                                                                         | 1998年1月7日 - 3月25日                           | |
| ロードス島戦記 -英雄騎士伝-                                                                        | 1998年4月1日 - 9月30日                           | |
| 快傑蒸気探偵団 TV ANIMATION SERIES                                                                 | 1998年10月7日 - 1999年3月31日                    | |
| 天使になるもんっ!                                                                                  | 1999年4月7日 - 9月29日                           | |
| 無限のリヴァイアス                                                                                 | 1999年10月6日 - 2000年3月29日                    | |
| タイムボカン2000 怪盗きらめきマン                                                                  | 2000年4月5日 - 9月27日                           | 『タイムボカンシリーズ』                                                                                           |
| 〇GEAR戦士電童                                                                                     | 2000年10月4日 - 2001年6月27日                    | |
| 〇スクライド                                                                                       | 2001年7月4日 - 12月26日                          | |
| 〇キン肉マンII世（第1期）                                                                          | 2002年1月9日 - 12月25日                          | |
| 〇出撃!マシンロボレスキュー                                                                        | 2003年1月8日 - 12月24日                          | |
| 〇SDガンダムフォース                                                                               | 2004年1月7日 - 12月29日                          | |
| 〇スターシップ・オペレーターズ                                                                     | 2005年1月5日 - 3月30日                           | |
| 〇甲虫王者ムシキング 森の民の伝説                                                                  | 2005年4月6日 - 2006年3月29日                     | |
| 遊☆戯☆王デュエルモンスターズGX（第79話〜第180話）                                                  | 2006年4月5日 - 2008年3月26日                     | 同番組より『遊☆戯☆王シリーズ』。 水曜18:30枠から移動。                                                             |
| 遊☆戯☆王5D's                                                                                       | 2008年4月2日 - 2011年3月30日                     | BSテレビ東京（旧：BSジャパン）では本放送終了後に放送。                                                             |
| もう一度!遊☆戯☆王ZEXAL                                                                             | 2011年4月20日 - 6月29日                          | 同番組まで『遊☆戯☆王シリーズ』。 『遊☆戯☆王ZEXAL』の再放送。                                                       |
| アニメ枠中断。この間は特撮番組『ウルトラマン列伝』（2011年7月6日 - 2012年9月26日）を放送。         |                                                  | |
| 〇獣旋バトル モンスーノ                                                                            | 2012年10月3日 - 2013年9月25日                    | |
| 〇ガイストクラッシャー                                                                             | 2013年10月2日 - 2014年10月1日                    | |
| ガンダムビルドファイターズトライ                                                                   | 2014年10月8日 - 2015年4月1日                     | [ 注釈 4 ] |
| 銀魂°(第3期)                                                                                       | 2015年4月8日 - 2016年3月30日                     | |
| 17:55 - 18:25枠（第2期）                                                                           |                                                  | |
| 〇バトルスピリッツ ダブルドライブ                                                                  | 2016年4月6日 - 2017年3月29日                     | 前番組『バトルスピリッツ 烈火魂』は水曜18:30 - 18:57枠で放送。                                                     |
| ◎〇BORUTO-ボルト- NARUTO NEXT GENERATIONS                                                          | 2017年4月5日 - 2018年4月25日                     | 2018年5月以降は木曜19:25 - 19:53枠に移動。                                                                         |
| スナックワールド 大冒険セレクション                                                                | 2018年5月2日 - 9月26日                           | 『スナックワールド』の傑作選。                                                                                     |
| トロールズ: シング・ダンス・ハグ!                                                                  | 2018年10月3日 - 2019年6月19日、8月21日 - 10月2日 | 2019年7月3日 - 8月14日は放送休止。海外作品。                                                                       |
| 夏のスペシャル! ヒックとドラゴン: 新たな世界へ!                                                    | 2019年7月3日 - 8月14日                           | 海外作品。Netflix版のテレビ放送。 後にNHK Eテレでも2020年11月15日から2021年3月28日まで日曜19時00分にて放送された。 |
| 〇七つの大罪 神々の逆鱗                                                                            | 2019年10月9日 - 2020年3月25日                    | 第2期までは毎日放送制作・TBS系列で放送。                                                                           |
| 〇あひるの空                                                                                       | 2020年4月1日 - 9月30日                           | 水曜18:25枠から移動。                                                                                              |
| よりぬき銀魂さん ポロリ篇                                                                          | 2020年10月7日 - 12月23日                         | 再放送。 |
| 〇七つの大罪 憤怒の審判                                                                            | 2021年1月13日 - 6月23日                          | |
| 2021年7月期以降は廃止                                                                              |                                                  | |

### 木曜日
| 作品名                                                                    | 放送期間                      | 備考                                                                                       |
| 18:00 - 18:30枠（第1期）                                                  | 18:00 - 18:30枠（第1期）      | 18:00 - 18:30枠（第1期）                                                                   |
| ------------------------------------------------------------------------- | ----------------------------- | ------------------------------------------------------------------------------------------ |
| ゴールドライタン                                                          | 1981年4月2日 - 1982年2月18日  | 日曜7:30枠から移動。1981年9月24日放送分までの社名は東京12チャンネル。                      |
| 17:55 - 18:25枠（第1期）                                                  |                               |                                                                                            |
| ◎魔法のプリンセス ミンキーモモ（第一作）                                  | 1982年3月18日 - 1983年5月26日 | 第2作は日本テレビ系列で放送。                                                              |
| アニメ枠中断                                                              |                               |                                                                                            |
| 特装騎兵ドルバック（再放送）                                              | 1984年8月2日                  |                                                                                            |
| ムーの白鯨（再放送）                                                      | 1984年9月13日 - 1985年3月21日 |                                                                                            |
| ドロロンえん魔くん（再放送）                                              | 1985年3月28日 - 6月29日       |                                                                                            |
| 超時空要塞マクロス（再放送）                                              | 1985年7月4日 - 1986年3月17日  | 1986年内は18:00 - 18:30。                                                                  |
| アニメ枠中断。この間は『香港カンフー ドラゴン少林寺』（時期不詳）を放送。 |                               |                                                                                            |
| 18:00 - 18:30枠（第2期）                                                  |                               |                                                                                            |
| 世界名作アニメ童話集                                                      | 1986年4月3日 - 5月1日         |                                                                                            |
| 機甲創世記モスピーダ（再放送）                                            | 1986年5月8日 - 9月25日        |                                                                                            |
| 黄金バット（再放送）                                                      | 1986年10月2日 - 1987年9月24日 |                                                                                            |
| 妖怪人間ベム（アニメ版、再放送）                                          | 1987年10月1日 - 1988年3月31日 |                                                                                            |
| 世界名作童話シリーズ                                                      | 1988年4月7日 - 4月28日        |                                                                                            |
| ハロー!レディリン                                                         | 1988年5月12日 - 1989年1月26日 | TBS水曜19:30から改題移動                                                                   |
| 宇宙戦士バルディオス（再放送）                                            | 1989年2月2日 - 3月30日        |                                                                                            |
| ドカベン（再放送）                                                        | 1989年4月6日 - 1990年3月26日  |                                                                                            |
| 未来少年コナン（再放送）                                                  | 1990年4月5日 - 9月27日        |                                                                                            |
| アニメ枠中断                                                              |                               |                                                                                            |
| ピンクパンサー                                                            | 1994年10月6日 - 1995年3月30日 | 海外作品。同年4月以降は木曜17:00へ枠移動。                                                 |
| ◎ふしぎ遊戯                                                               | 1995年4月6日 - 1996年3月28日  |                                                                                            |
| ◎水色時代                                                                 | 1996年4月4日 - 1997年2月27日  |                                                                                            |
| ケロケロちゃいむ                                                          | 1997年3月6日 - 9月25日        |                                                                                            |
| 超魔神英雄伝ワタル                                                        | 1997年10月2日 - 1998年9月24日 | 『2』までのシリーズは日本テレビ他で放送。                                                  |
| 時空探偵ゲンシクン                                                        | 1998年10月1日 - 1999年6月24日 |                                                                                            |
| キョロちゃん                                                              | 1999年7月1日 - 2001年3月29日  |                                                                                            |
| ウッディー・ウッドペッカー                                                | 2001年4月5日 - 6月28日        | 海外作品。放送開始後1クール分。                                                            |
| 〇フルーツバスケット                                                      | 2001年7月5日 - 12月27日       |                                                                                            |
| 七人のナナ                                                                | 2002年1月10日 - 6月27日       |                                                                                            |
| 〇ドラゴンドライブ                                                        | 2002年7月4日 - 2003年3月27日  |                                                                                            |
| 〇冒険遊記プラスターワールド                                              | 2003年4月3日 - 2004年3月25日  |                                                                                            |
| 〇アクアキッズ                                                            | 2004年4月1日 - 9月23日        |                                                                                            |
| 〇陰陽大戦記                                                              | 2004年9月30日 - 2005年9月29日 |                                                                                            |
| 〇こてんこてんこ                                                          | 2005年10月6日 - 2006年3月30日 | [ 注釈 7 ]                                                                                 |
| 〇ゼーガペイン                                                            | 2006年4月6日 - 9月28日        |                                                                                            |
| 〇銀魂(第1期)                                                             | 2006年10月5日 - 2010年3月25日 | 火曜19:00枠から移動。                                                                      |
| HEROMAN                                                                   | 2010年4月1日 - 9月23日        |                                                                                            |
| 〇ソウルイーター リピートショー                                           | 2010年9月30日 - 2011年3月31日 | 『ソウルイーター』の再放送。                                                               |
| SKET DANCE                                                                | 2011年4月7日 - 2012年9月27日  |                                                                                            |
| 〇金魂                                                                    | 2012年10月4日 - 10月25日      |                                                                                            |
| 〇銀魂' (第2期延長戦)                                                     | 2012年11月1日 - 2013年3月28日 |                                                                                            |
| ■〇アイカツ!                                                              | 2013年4月4日 - 2015年3月26日  | 同番組のみ『アイカツ!シリーズ』。 月曜19:30枠から移動。 2015年4月以降は木曜18:30枠に移動。 |
| ■〇たまごっち! たまともだちだいしゅーGO                                   | 2015年4月2日 - 2015年9月24日  | 同番組のみ『たまごっち!シリーズ』。 木曜18:30枠から移動。                                  |
| ■〇かみさまみならい ヒミツのここたま                                      | 2015年10月1日 - 2018年8月30日 | 同番組より『ここたまシリーズ』。2016年4月からは17:55 - 18:25に変更。                       |
| 17:55 - 18:25枠（第2期）                                                  |                               |                                                                                            |
| ■◎〇キラキラハッピー★ ひらけ!ここたま                                     | 2018年9月6日 - 2019年9月26日  | 同番組まで『ここたまシリーズ』。                                                           |
| プリスクタイム（エッグカー/GO!GO!アトム）                                 | 2019年10月3日 - 2020年10月1日 |                                                                                            |
| ■遊☆戯☆王SEVENS ベストセレクション                                        | 2020年10月8日 - 2021年3月25日 | 『遊☆戯☆王SEVENS』の傑作選。                                                               |
| 〇SHAMAN KING (2021年版)                                                  | 2021年4月1日 - 2022年4月21日  | 旧シリーズにあたる2001年版は水曜18:30枠で放送。                                            |
| 2022年4月期以降は廃止                                                     |                               |                                                                                            |

### 金曜日
| 作品名                                              | 放送期間                                          | 備考 |
| 18:00 - 18:30枠（第1期）                            | 18:00 - 18:30枠（第1期）                          | 18:00 - 18:30枠（第1期） |
| --------------------------------------------------- | ------------------------------------------------- | --- |
| 太陽の牙ダグラム                                    | 1981年10月23日 - 1983年3月25日                    | 1982年3月からは17:55 - 18:25に変更。 |
| 17:55 - 18:25枠（第1期）                            |                                                   | |
| ◎装甲騎兵ボトムズ                                   | 1983年4月1日 - 1984年3月23日                      | |
| UFO戦士ダイアポロン（再放送）                       | 1984年3月30日 - 9月28日                           | 『II』は再放送なし。 |
| アニメ枠中断                                        |                                                   | |
| 18:00 - 18:30枠（第2期）                            |                                                   | |
| ◎ゲンジ通信あげだま                                 | 1991年10月4日 - 1992年9月25日                     | 実質的な前番組は土曜18:00 - 18:30の『RPG伝説ヘポイ』。                                                                                                   |
| ◎姫ちゃんのリボン                                   | 1992年10月2日 - 1993年12月3日                     | |
| ◎赤ずきんチャチャ                                   | 1994年1月7日 - 1995年6月30日                      | |
| ◎ナースエンジェルりりかSOS                          | 1995年7月7日 - 1996年3月29日                      | |
| こどものおもちゃ                                    | 1996年4月5日 - 1998年3月27日                      | |
| ◎カウボーイビバップ                                 | 1998年4月3日 - 6月26日                            | 諸事情で編集版を12話分のみ放映。後にWOWOW、毎日放送（MBS）などで完全放送された。                                                                         |
| 発明BOYカニパン                                     | 1998年7月3日 - 1999年1月29日                      | |
| 超発明BOYカニパン                                   | 1999年2月5日 - 6月25日                            | |
| メダロット                                          | 1999年7月2日 - 2000年6月30日                      | 『メダロットシリーズ』 |
| メダロット魂                                        | 2000年7月7日 - 2001年3月30日                      | 『メダロットシリーズ』 |
| 電脳冒険記ウェブダイバー                            | 2001年4月6日 - 2002年3月29日                      | |
| ◎〇爆闘宣言ダイガンダー                             | 2002年4月5日 - 12月27日                           | |
| 〇超ロボット生命体トランスフォーマー マイクロン伝説 | 2003年1月10日 - 12月26日                          | 『トランスフォーマーシリーズ』 |
| 〇トランスフォーマー スーパーリンク                 | 2004年1月9日 - 12月24日                           | 『トランスフォーマーシリーズ』 |
| ◎〇アークエとガッチンポー てんこもり                | 2005年1月7日 - 3月25日                            | 土曜7:00 - 7:30枠から移動。 |
| ◎〇ケロロ軍曹（2ndシーズン）                        | 2005年4月1日 - 2006年3月31日                      | 土曜朝10:00枠から移動。3rdシーズンは『アニメ530』第1枠へ移動、さらに2007年4月以降（4thシーズン以降）は土曜朝10:00枠（1stシーズン放映枠）へ再度移動した。 |
| ★〇きらりん☆レボリューション                        | 2006年4月7日 - 2009年3月27日                      | |
| アニメ枠中断                                        |                                                   | |
| 17:55 - 18:25枠（第2期）                            |                                                   | |
| ◎リルリルフェアリル〜魔法の鏡〜                     | 2017年4月7日 - 2018年3月30日                      | |
| ■◎〇☆イナズマイレブン アレスの天秤                  | 2018年4月6日 - 9月28日                            | 『イナズマイレブンシリーズ』 |
| ■◎〇イナズマイレブン オリオンの刻印                 | 2018年10月5日 - 2019年9月27日                     | 『イナズマイレブンシリーズ』 |
| ゾイドワイルド ZERO                                 | 2019年10月4日 - 2020年10月16日                    | 第1期は毎日放送制作・TBS系列（アニメサタデー630枠第1部）で放送。                                                                                         |
| パウ・パトロール ベストセレクション（再放送）       | 2020年10月23日 - 12月25日 2021年7月9日 - 12月24日 | 『パウ・パトロールシリーズ』。 海外作品（カナダアニメ）。アニメ部分は日本語吹き替えと英語の2か国語放送。                                                 |
| パウ・パトロール（第53話〜第78話）                  | 2021年1月8日 - 7月2日                             | 『パウ・パトロールシリーズ』。 海外作品（カナダアニメ）。アニメ部分は日本語吹き替えと英語の2か国語放送。                                                 |
| パウ・パトロール（第79話〜）                        | 2022年1月7日 - 放送中                             | 『パウ・パトロールシリーズ』。 海外作品（カナダアニメ）。アニメ部分は日本語吹き替えと英語の2か国語放送。                                                 |

## 備考
過去には、土曜日の18時台でもアニメの放送を行っていた時期があった。東京12チャンネル時代だった1970年代は海外作品を中心に放送。

テレビ東京に局名変更後は長らく当該枠はスポーツ番組を中心に放送していたが、1990年代に金曜18時台がバラエティ番組放送に伴う代替編成や枠交換によって一時的にアニメ枠が復活していた時期があった。
土曜日夕方6時枠
- まんがファニー（1974年4月6日 - 11月23日）※海外作品
- スパイダーマン（1974年11月30日 - 1975年3月29日）※海外作品
- 新ドン・チャック物語（1977年10月 - 1978年3月）
- RPG伝説ヘポイ（1990年10月6日 - 1991年9月28日）※金曜18:00枠がバラエティ番組だったため、それに伴う代替で当枠で放送。
- サラダ十勇士トマトマン（1993年1月9日 - 3月27日）※金曜18:30枠から移動。当該枠では最後の1クールのみ放送。

土曜日夕方6時15分枠
- ドン・チャック物語（1975年4月 - 1976年3月）